# Еріх Людке
Еріх Густав Теодор Генріх Ріхард Людке (нім. Erich Gustav Theodor Heinrich Richard Lüdke; 20 жовтня 1882, Наумбург — 13 лютого 1946, Торгау) — німецький офіцер, генерал піхоти вермахту.

## Біографія
Учасник Першої світової війни. Після демобілізації армії залишений в рейхсвері. З 15 червня 1935 по 7 березня 1936 року — командир 9-ї, з 1 квітня 1936 по 1 жовтня 1937 року — 34-ї піхотної дивізії. З 28 червня 1939 року — командувач 10-м військовим округом, з 1 червня 1940 року — військами в Данії. 27 вересня 1942 року відправлений в резерв фюрера. 31 січня 1944 року звільнений у відставку. В травні 1945 року взятий в полон радянськими військами. Помер в ув'язненні.

## Звання
- Фанен-юнкер (19 вересня 1900)
- Лейтенант (27 січня 1902)
- Оберлейтенант (22 березня 1910)
- Гауптман (5 вересня 1914)
- Майор (1 квітня 1923)
- Оберстлейтенант (1 листопада 1928)
- Оберст (1 квітня 1931)
- Генерал-майор (1 лютого 1934)
- Генерал-лейтенант (1 листопада 1935)
- Генерал піхоти запасу (1 вересня 1940)
- Генерал піхоти (1 грудня 1940)

## Нагороди
- Залізний хрест 2-го і 1-го класу
- Орден Білого Сокола, лицарський хрест 2-го класу з мечами
- Ганзейський Хрест (Бремен)
- Орден дому Саксен-Ернестіне, лицарський хрест 2-го класу з мечами
- Почесний хрест (Ройсс) 3-го класу з мечами і короною
- Почесний хрест (Шварцбург) 3-го класу з мечами
- Хрест «За військові заслуги» (Австро-Угорщина) 3-го класу з військовою відзнакою
- Галліполійська зірка (Османська імперія)
- Королівський орден дому Гогенцоллернів, лицарський хрест з мечами
- Почесний хрест ветерана війни з мечами
- Медаль «За вислугу років у Вермахті» 4-го, 3-го, 2-го і 1-го класу (25 років)